# South Park je teplej
South Park je teplej (v anglickém originále South Park Is Gay!) je osmý díl sedmé řady amerického animovaného televizního seriálu Městečko South Park.

## Děj
Celé město zasáhne šílenství metrosexuality a většina mužské populace se začne o sebe až moc přehnaně starat. Kyle s panem Garrisonem později zjistí, že věci se mají jinak a ze vše, co se děje, není jen nějaká náhoda.